# 少丞
少丞(仙后座23)也称紫微左垣八，又名BD+74 29，HD 4382、SAO 4226、HR 208，是仙后座的一颗恒星，视星等为5.41，位于銀經122.69，銀緯11.98，其B1900.0坐标为赤經0h 41m 5s，赤緯+74° 11.98′ 5″。